# Ljudmila Gurčenková
Ljudmila Markovna Gurčenková (rusky Людмила Марковна Гурченко, ukrajinsky Людмила Марківна Гурченко, 12. listopadu 1935 Charkov – 30. března 2011 Moskva) byla sovětská a ruská herečka, zpěvačka, skladatelka, režisérka a spisovatelka.

## Život
Pocházela z umělecké rodiny, její otec byl hráčem na bajan. Absolvovala hudební školu v Charkově a hereckou fakultu moskevského VGIKu. Ve filmu debutovala v roce 1956, první velký úspěch jí přinesla muzikálová komedie Karnevalová noc, která zahájila její dlouholetou spolupráci s režisérem Eldarem Rjazanovem. Byla v angažmá ve Státním divadle filmového herce a v divadle Sovremennik. Výrazné role ztvárnila ve filmech Bílý výbuch, Slaměný klobouk, Sibiriáda, Milovaná žena mechanika Gavrilova, Nádraží pro dva, Lety ve snu a ve skutečnosti a Láska a holubi. V roce 1976 obdržela Cenu bratří Vasiljevů, v roce 1983 byla jmenována národní umělkyní SSSR a v roce 2000 byla dekorována Řádem Za zásluhy o vlast. Vyhrála množství anket o nejpopulárnější ruskou herečku. Posmrtně po ní byla pojmenována rodná ulice v Charkově.
Vydala knihu Mé dospělé dětství, v níž vzpomíná na život v Charkově za německé okupace. V roce 2009 spolu s Dmitrijem Korobkinem režírovala hudební film Pestrý soumrak, do něhož také složila písně. Jako zpěvačka vydala šest dlouhohrajích desek.
Byla šestkrát vdaná, jedním z jejích manželů byl zpěvák Josif Kobzon.
V roce 2001 byla signatářkou protestního dopisu proti zásahům státní moci do fungování nezávislé televizní stanice NTV.